# Тандер-Хорс (нефтегазовое месторождение)
Тандер-Хорс (англ. Thunder Horse) — одно из крупнейших нефтегазовых месторождений в США, расположенное в акватории Мексиканского залива, у каньона Миссисипи в бассейне Борсхед, в 125 милях к юго-востоку от Нового Орлеана на глубине 6000 футов (1,8 км). Начало производства — 2007 год.
Thunder Horse рассчитана на переработку примерно до 250 тыс. баррелей в сутки и 200 млн куб. футов (5,7 млн м³) газа в сутки.
Оператором месторождение являются нефтяные компании BP (доля участия 75 %) и ExxonMobil (доля участия 25 %). Добыча нефти 2008 году составила 14 млн тонн.